# Guilherme de Cássio Alves
Guilherme de Cássio Alves, genannt Guilherme, (* 8. Mai 1974 in Marília) ist ein ehemaliger brasilianischer Fußballspieler. Als Spieler gewann er in seiner Karriere verschiedene nationale und internationale Titel, u. a. den Weltpokal. Ebenso wurde er 1999 Torschützenkönig in der brasilianischen Série A.

## Karriere
Von Januar 2015 bis Juni 2016 trainierte er die Mannschaft von Grêmio Novorizontino. Im selben Monat wechselte er dann als Trainer zum Vila Nova FC. Das Engagement lief bis November des Jahres. Am 8. November bestätigte Guilherme, dass er zur Saison 2017 das Traineramt beim CA Linense übernehmen wird. Am 29. November 2016 erfolgte seine offizielle Vorstellung durch den Klub. Bereits am 20. Februar 2017 trennte der Klub sich wieder von Guilherme.
Im November 2017 erhielt Guilherme einen neuen Kontrakt bei Associação Portuguesa de Desportos für die Saison 2018. Bereits im Februar 2018 wurde der Vertrag wieder aufgelöst. Im Juli 2018 unterschrieb Alves einen Vertrag beim Paysandu SC. Der Kontrakt wurde bereits im August desselben Jahres wieder beendet. Anfang Februar 2020 wurde Guilherme Trainer beim Marília AC. Mit dem Klub gewann Guilherme im Dezember die Vizemeisterschaft im Staatspokal von São Paulo. Weitere Erfolge schlossen sich nicht an. Im April 2023 wurde ihm gekündigt.
Im Januar übernahm Guilherme den Trainerposten beim AE Velo Clube Rioclarense. In der Série A2 der Staatsmeisterschaft von São Paulo 2024 führte er den Klub zum Titel und damit zur Rückkehr in die oberste Spielklasse der Staatsmeisterschaft. In dieser war der Klub seit 45 Jahren nicht vertreten. Im Mai des Jahres erhielt er daraufhin eine Vertragsverlängerung bis zum Ende der Staatsmeisterschaften im April 2025. Im Juni erhielt er von seinem Klub eine Freistellung, um den EC Água Santa in der Série D 2024 zu betreuen. Mit dem Klub erreichte er die zweite Phase, verlor hier jedoch gegen Grêmio Esportivo Brasil mit 1:2 und 0:3. Im Gesamtklassement belegte der Klub den 25. Platz. Danach kehrte er zum Velo Clube zurück und führte diesen in der Staatsmeisterschaft 2025 in die oberste Spielklasse für 2025 und qualifizierte diesen für Série D 2026.
Im April 2025 wechselte Guilherme zum Amazonas FC. Der Klub hat seinen Trainer Eduardo Barros nach dem dritten Spieltag der Série B 2025, der zweiten national Liga Brasiliens, auf dem 17. Platz liegend, entlassen.

## Erfolge

### Als Spieler
São Paulo
- Copa Libertadores: 1993
- Supercopa Sudamericana: 1993
- Weltpokal: 1993
- Recopa Sudamericana: 1994
- Copa Conmebol: 1994

Vasco da Gama
- Torneio Rio-São Paulo: 1999

Atlético Mineiro
- Staatsmeisterschaft von Minas Gerais: 1999, 2000

Cruzeiro
- Staatsmeisterschaft von Minas Gerais: 2004

### Als Trainer
Marília
- Staatspokal von São Paulo Vizemeister: 2020

Velo Clube
- Staatsmeisterschaft von São Paulo - Série A2: 2024

## Auszeichnungen
- Brasilianischer Torschützenkönig: 1999
- Bola de Prata: 1999
- Copa Sul-Minas: 2001